# 김우진 (1897년)
김우진(金祐鎭, 1897년 9월 19일~1926년 8월 4일)은 일제강점기 극작가· 연극 이론가 · 시인이다.
이다. 전남 장성 출생. 호는 초성(焦星)· 수산(水山). 
희곡을 비롯해 시, 소설, 평론, 공연 연출 등 다양한 장르에서 재능을 발휘하며 48편의 시와 5편의 희곡, 20여편의 평론을 남겼고,'시대를 앞서간 천재 작가'로 당대 문단에 파란과 충격을 던져주었다. 표현주의를 직접 작품으로 실험한 유일한 극작가이자 우리나라 최초로 신극운동을 일으킨 근대예술의 선구자이다.

## 생애
장성군수와 무안감리, 관찰사를 지낸 초정(草亭) 김성규(金星圭)의 장남으로 태어나 6살 때 생모를 잃고 엄부밑에서 성장했다. 부친이 경영하는 광우의숙을 다닌 그는 아버지가 목포에 자리를 잡으며 목포에서 보통학교와 소학교를 마쳤다. 이후 그는 대지주의 장남으로 재산관리를 위해 농림을 알아야 한다는 부친의 엄명에 따라 일본으로 가서 웅본현립농업학교(구마모토 농업학교)를 다니게 되었다. 
부친의 강권에 의해 농업학교에 다녔지만 그는 이미 16세 때 <공상문학>이라는 150매 분량의 단편소설을 탈고한 바 있을 정도로 문학에 심취해 있어 부친의 의사를 무시하고, 와세다대학 예과에 입학하여 이를 수료하고 자기의 희망대로 영문학과로 들어갔다. 시인을 꿈꾸었던 그는 18살 때부터 시작(時作)을 시작하였고 와세다대학에 입학하고부터는 연극 공부에 몰두하였다.
김우진은 사대부 집안의 장손답게 지나치리 만틈 철저한 유교교육을 받았고 1919년 19살때 부친의 뜻에 따라 유학자 집안의 딸과 조혼을 해야했다. 하지만 예술적 기질을 지닌 타고난데다 일본 유학을 통해 철학, 문학, 연극 등 여러 사상에 접하고 각종 서적을 광범위하게 섭렵하게 된 젊은 김우진의 내면은 부친의 엄격한 유교적 가치관과 파열음을 만들어낼 수 밖에 없었다. 더구나 1918년 이후 당시 지식인에게 열병처럼 퍼지던 사회주의 사상이 만들어내고 있던 사회적 혼돈은 부르주아 출신에 피식민지인이었던 탓에 그의 시대적 고뇌와 고통은 한층 더 심해질 수 밖에 없었다. 
1920년, 연극에 관심을 가지며 조명희(趙明熙) · 홍해성(洪海星) · 고한승(高漢承) · 조춘광(趙春光) 등과 함께 연극연구단체인 극예술협회(劇藝術協會)를 조직하였다. 1921년에는 동우회순회연극단(同友會巡廻演劇團)을 조직하여 국내 순회공연을 했는데, 이 때 공연비 일체와 연출을 담당했다. 상연 극본인 아일랜드의 극작가인 던세니의 <찬란한 문>(단막)을 번역했다고 알려져있으나 그 대본은 남아 있지않고 번역 희곡으로는 미필고로 쇼오(Shaw)의 <워렌부인의 직업>이 남아있다.
1924년, 일본 와세다 대학 영문학과를 졸업하고 6월 귀향하여 부친이 설립한 영농사업체인 상성합명회사(祥星合名會社) 사장에 취임하였다. 그는 목포 최초의 문학동인 오월회를 조직하였고 김우진과 친분을 맺던 문화 예술인들이 목포를 방문하면서부터 목포문학이 만들어졌으며 후대에 목포 작가를 기리는 시립문학관인 목포문학관이 설립이 되어 그의 친필 유물 55점이 전시된다. 김우진은 목포에서 활동하던 이 시기에 시 · 희곡창작 · 평론에 몰두해 48편의 시와 5편의 희곡, 20여 편의 평론을 쓰며 목표에 있는 2년동안 집중적인 성과물을 남겼다.
가업 계승이라는 압박을 받으며 시회적 상황과 가정문제로 번민하다가 1926년 6월에 출분(出奔)하여 동경으로 갔고 거기서 독일 유학을 준비하기 시작하였다. 문학적으로 높이 평가받는 <난파>를 5월에 지필하고 <산돼지>를 7월에 집필하였으나, 그는 앞으로 더는 문학을 할 수 없을 지 모른다는 절망 상태를 벗어날 수가 없었고 결국, 그 해 8월 역시 죽음을 생각하고 있던 소프라노 가수 윤심덕(尹心悳)과 현해탄에서 실종되었다. 대표작을 남긴 그해 28세로 요절하며 그의 선구적 작품을 더이상은 만날 수 없게 되었다.
1966년 이규현 교수가 김우진이 문학사에 끼친 영향을 이야기 하면서 새롭게 주목을 받게 되었고 시대를 앞서갔던 작가인 만큼 포스트모더니즘 시대가 열리며 예술적 선구자로 인정받게 되었다. 1999년 한국예술평론가협의회는 20세기를 빛낸 한국의 예술인 중 한명으로 수산(水山) 김우진(1897∼1926)을 선정했다. 

## 작품 경향
그의 희곡 작품은 당시 신파극 위주였던 기존 극의 문제 의식을 깊이 받아들이고, 그 속에 담겨 있는 개혁 의지를 사회 현실적인 차원에서 확대하려는 양상을 보이고 있다. 그는  처녀작 <정오>에 이어 <이영녀>(1925.9) <두더기 시인의 환멸>(1925.12) <난파>(1926.5) <산돼지>(1926.7) 다섯 편의 희곡을 남겼다. 
처녀작인 <정오>는 일관된 사건이 전개되는 것이 아닌 부분적인 상황을 담고 있으며 기존 세대와의 갈등과 사회 현실의 모순되는 모습을 비판적 안목에서 바라보는 저항 의식이 강하게 풍기는 작품이다. 1925년 6월 발표한 <이영녀(李永女)>는 그가 살던 목포 유달산 밑의 사창가를 무대로 빈민들의 처참한 생활상을 자연주의 수법으로 그려냈고 1925년 12월 발표된 <두덕이 시인의 환멸>은 제목에서도 풍기는 것처럼 전통윤리와 새로운 서구적 윤리의 첨예한 갈등을 그린 작품이다.
1926년 발표한 <난파(難破)>와 <산돼지>는 우리 나라 문예사상 최초의 표현주의 희곡으로서 의의가 있을 뿐만 아니라, 신파극만 존재했던 당시 이런 작품이 나왔다는 것이 놀라울 정도로 대단히 전위적인 실험극이다. 1926년 5월 발표된 <난파(難破)>복잡하게 얽힌 유교적 가족구조 속에서 현대적인 서구윤리를 지닌 한 젊은 시인이 몰락하는 과정을 그리고 있다. 매우 관념적이고 상징적인 이 작품은 그대로 그의 자서전이기도 하다. 
1926년 7월 발표한 <산돼지>는 친구 조명희의 시 <봄 잔디밭 위>에에서 암시를 얻어 쓴 작품으로, 좌절당한 젊은이의 고뇌와 방황을 음울하게 그리고 있다. 특히, 그의 사상인 사회개혁을 잘 보여주며, 지극히 몽환적으로 끌고간 것이 특징이다. 그가 이 작품을 가리켜 자신의 ‘생의 행진곡’이라고 고백했듯이, 개화기 지식인의 임상보고서적 성격을 지니고 있다. 
김우진은 한국 최초로 모던극 다운 희곡을 남겼으며, 서구의 표현주의 문예이론을 수용하는 한편, 이를 번역하여 소개하기도 했다. 그의 작품은 버나드 쇼의 사회 문제극과 스트린드베리의 표현주의 극의 영향을 받았다. 해박한 식견과 선구적 비평안을 가지고 당대 연극계와 문단에 탁월한 이론을 제시한 평론가이며, 최초로 신극운동을 일으킨 연극운동가로 평가된다.
연극 이론가이자 평론가이기도 했던 그는 ｢소위 근대극에 대하여｣ · ｢자유극장(自由劇場) 이야기｣ · ｢사옹(沙翁)의 생활｣ · ｢구미(歐美) 극작가론｣을 비롯한 여러 뛰어난 평론들을 남겼다. ｢ 이광수(李光洙)류의 문학을 매장하라｣ · ｢아관(我觀) 계급문학(階級文學)과 비평가｣에서는 당대 문학을 지배하고 있던 계몽주의에 대한 날카로운 비판을 읽을 수 있다. 오늘날 이광수와 수산의 문학에 대한 서로 다른 견해는 여러 문학적 시사점을 만들어주고 있다.
김우진의 생애를 연구한 윤진원은 수산은 단선적인 근대문학사적 인식을 새로운 인간을 통해 극복하려 했다는 점에서 한국 근대문학사의 새로운 가능성을 제시하고 있다면서“한국 문학사의 본령을 구성하는 도정에서 수산의 이름은 반드시 재조명돼야 한다”고 말했다. 김우진이 자신의 삶과 문학 세계 전반에 걸쳐 구상했던 인간은‘자유로운 개인'인 동시에 '공적 인격체'였다면서 수산을 예언자적 지성으로 평가했다. 

## 국가유산 등록
2025년 김우진의 희곡 친필 원고 4편이 국가유산이 되었다. 등록 예고된 희곡은 <두덕이 시인의 환멸>, <이영녀>, <난파>, <산돼지>로 1925∼1926년에 발표된 4편의 희곡이다.
'두덕이 시인의 환멸'은 식민지 시대 자기모순과 가치관의 혼란을 겪는 개화기 지식인의 내면 풍경을 신랄하게 비판한 풍자극이며, 식민지 조선 하층 여인의 삶을 사실적으로 표현한 '이영녀'는 1910년대 신파극과 계몽적·교훈적 특성을 지닌 1920년대 신극과는 구별되는 희곡으로서 가치가 있다고 국가유산청은 설명했다.'난파'는 전통과 근대라는 상반된 가치관이 충돌하는 과정을 담아낸 작품으로, 한국 근대 희곡사에서 표현주의극을 수용하고 재창조한 실험성을 인정받고 있으며,무기력한 자아의 생명력 회복을 다룬 '산돼지'는 사실주의를 바탕으로 자연주의, 상징주의, 표현주의 등이 다양하게 차용된 작가의 대표적작품이다.
국가유산청은 "4편의 원고는 1910∼1920년대 일본 신파극이 지배하던 시기와 결별하고, 서구 근대극을 주체적으로 수용해 식민지 현실을 냉철히 바라보며 근대극의 새 시대를 열려고 했던 시대정신이 반영된 작품"이라며 "언어사, 생활사 등 다양한 분야의 학문적 자료로서 가치가 있다"고 말했다.

## 주요 작품
- 〈정오(正午)〉
- 〈이영녀(李永女)〉
- 〈산돼지 (희곡)〉
- 〈두덕이 시인의 환멸〉
- 〈난파(難破)〉

## 같이 보기
- 목포문학관